# Emile Grubbe
Emile Herman Grubbe (Chicago, 1 januari 1875 – 1960) was een zoon van Noord-Duitse immigranten en afgestudeerd arts aan het Hahnemann Medical College in Chicago. 
Nog tijdens zijn studententijd maakte hij kennis met de door Wilhelm Röntgen in 1895 ontdekte ioniserende straling. Grubbe experimenteerde zelf ook met deze straling en met het maken van röntgenfoto’s van zijn eigen hand. Hierbij ontdekte hij dat zijn hand een pijnlijke dermatitis opliep. Deze werd zo erg dat hij advies ging inwinnen bij de doktoren Cobb en Gilmore van zijn faculteit. Dokter Gilmore merkte op dat, als deze straling zoveel schade kon toebrengen aan normale gezonde cellen, dit ook mogelijkheden zou moeten bieden als therapie voor het doden van zieke cellen. Een andere dokter, Ludlum genaamd, was zodanig geïmponeerd door deze suggestie van Gilmore, dat hij Grubbe voorstelde om een van zijn vrouwelijke patiënten, die leed aan een ongeneeslijke borstkanker, bij wijze van proef te bestralen. 
Op 29 januari 1896 verscheen de patiënte, mevrouw Rose Lee, om 10 uur op het kantoor van Grubbe om de behandeling te ondergaan. In 1933 schreef hij hierover: "En zo, zonder klaroengeschal of tromgeroffel, was de radiografische therapie geboren"  en verder; "Ik realiseerde me nauwelijks dat ik hiermee een nieuwe periode inluidde . . . en dat dit het begin was van een nieuw epoche in de geschiedenis van de geneeskunde." 
Naast het feit dat dit de eerste therapeutische toepassing was van röntgenbestraling, werd deze gelegenheid ook gekenmerkt door de eerste toepassing van een afscherming ter bescherming van gezonde lichaamsdelen, zoals Grubbe later in 1933 schreef: "Door de negatieve ervaringen met de door mij opgelopen dermatitis bij mijn eerste proeven, beschermde ik de gezonde lichaamsdelen van de patiënt door deze af te schermen met lood".
De volgende dag al behandelde Grubbe een tweede persoon, A. Carr genaamd, een patiënt van een andere dokter die aanwezig was toen dokter Cobb de hand van Grubbe onderzocht. 
In 1901 werd de vinding van Grubbe betwist door zijn collega H.P. Pratt, evenals Grubbe lid van de Chicago Electromedical Society. De strijd werd zo hevig dat de sociëteit werd opgeheven. Pas in 1933 kon Grubbe de rechten op de uitvinding definitief claimen, nadat hij een aantal verloren gewaande documenten en brieven aangaande zijn eerste behandeling van Rose Lee had teruggevonden. 
Dokter Emile Grubbe groeide uit tot een wereldautoriteit op het gebied van radiografie. Hij raakte echter zelf ernstig ziek door de overmatige blootstelling aan de ioniserende straling. Om zijn plaats in de historie vast te leggen publiceerde hij in 1949 in detail over zijn werk in "X-Ray Treatment — Its Origin, Birth and Early History" . 
In 1960, vlak voordat hij overleed aan kanker veroorzaakt door ioniserende straling, verklaarde hij dat de straling door televisieapparatuur na verloop van jaren ook zou kunnen leiden tot genetische schade aan het menselijk lichaam.